# Llista d'asteroides/183101-183200
| Nom            | Designació provisional | Data de descobriment   | Lloc de descobriment | Descobridor/s |
| -------------- | ---------------------- | ---------------------- | -------------------- | ------------- |
| 183101 -       | 2002 RO103             | 5 de setembre de 2002  | Socorro              | LINEAR        |
| 183102 -       | 2002 RM110             | 6 de setembre de 2002  | Socorro              | LINEAR        |
| 183103 -       | 2002 RL116             | 7 de setembre de 2002  | Socorro              | LINEAR        |
| 183104 -       | 2002 RL117             | 7 de setembre de 2002  | Socorro              | LINEAR        |
| 183105 -       | 2002 RH118             | 4 de setembre de 2002  | Campo Imperatore     | CINEOS        |
| 183106 -       | 2002 RB121             | 7 de setembre de 2002  | Socorro              | LINEAR        |
| 183107 -       | 2002 RJ127             | 10 de setembre de 2002 | Palomar              | NEAT          |
| 183108 -       | 2002 RZ128             | 10 de setembre de 2002 | Haleakala            | NEAT          |
| 183109 -       | 2002 RW133             | 10 de setembre de 2002 | Palomar              | NEAT          |
| 183110 -       | 2002 RC136             | 11 de setembre de 2002 | Haleakala            | NEAT          |
| 183111 -       | 2002 RC137             | 13 de setembre de 2002 | Essen                | Essen         |
| 183112 -       | 2002 RF137             | 12 de setembre de 2002 | Goodricke-Pigott     | R. A. Tucker  |
| 183113 -       | 2002 RN139             | 10 de setembre de 2002 | Palomar              | NEAT          |
| 183114 Vicques | 2002 RU140             | 13 de setembre de 2002 | Vicques              | Vicques       |
| 183115 -       | 2002 RP147             | 11 de setembre de 2002 | Palomar              | NEAT          |
| 183116 -       | 2002 RJ149             | 11 de setembre de 2002 | Haleakala            | NEAT          |
| 183117 -       | 2002 RY155             | 11 de setembre de 2002 | Palomar              | NEAT          |
| 183118 -       | 2002 RE157             | 11 de setembre de 2002 | Palomar              | NEAT          |
| 183119 -       | 2002 RQ163             | 12 de setembre de 2002 | Palomar              | NEAT          |
| 183120 -       | 2002 RX169             | 13 de setembre de 2002 | Palomar              | NEAT          |
| 183121 -       | 2002 RV172             | 13 de setembre de 2002 | Palomar              | NEAT          |
| 183122 -       | 2002 RX174             | 13 de setembre de 2002 | Palomar              | NEAT          |
| 183123 -       | 2002 RN178             | 14 de setembre de 2002 | Palomar              | NEAT          |
| 183124 -       | 2002 RU179             | 14 de setembre de 2002 | Kitt Peak            | Spacewatch    |
| 183125 -       | 2002 RC182             | 11 de setembre de 2002 | Palomar              | NEAT          |
| 183126 -       | 2002 RU194             | 12 de setembre de 2002 | Palomar              | NEAT          |
| 183127 -       | 2002 RM200             | 13 de setembre de 2002 | Palomar              | NEAT          |
| 183128 -       | 2002 RC201             | 13 de setembre de 2002 | Socorro              | LINEAR        |
| 183129 -       | 2002 RO201             | 13 de setembre de 2002 | Socorro              | LINEAR        |
| 183130 -       | 2002 RR201             | 13 de setembre de 2002 | Socorro              | LINEAR        |
| 183131 -       | 2002 RG202             | 13 de setembre de 2002 | Palomar              | NEAT          |
| 183132 -       | 2002 RS202             | 13 de setembre de 2002 | Palomar              | NEAT          |
| 183133 -       | 2002 RK203             | 13 de setembre de 2002 | Haleakala            | NEAT          |
| 183134 -       | 2002 RK210             | 15 de setembre de 2002 | Kitt Peak            | Spacewatch    |
| 183135 -       | 2002 RW211             | 15 de setembre de 2002 | Haleakala            | NEAT          |
| 183136 -       | 2002 RC216             | 13 de setembre de 2002 | Anderson Mesa        | LONEOS        |
| 183137 -       | 2002 RW219             | 15 de setembre de 2002 | Palomar              | NEAT          |
| 183138 -       | 2002 RY222             | 15 de setembre de 2002 | Haleakala            | NEAT          |
| 183139 -       | 2002 RW224             | 13 de setembre de 2002 | Haleakala            | NEAT          |
| 183140 -       | 2002 RA231             | 15 de setembre de 2002 | Haleakala            | NEAT          |
| 183141 -       | 2002 RW231             | 14 de setembre de 2002 | Palomar              | NEAT          |
| 183142 -       | 2002 RF238             | 15 de setembre de 2002 | Palomar              | R. Matson     |
| 183143 -       | 2002 RC240             | 14 de setembre de 2002 | Palomar              | R. Matson     |
| 183144 -       | 2002 RZ241             | 14 de setembre de 2002 | Palomar              | R. Matson     |
| 183145 -       | 2002 RV248             | 14 de setembre de 2002 | Palomar              | NEAT          |
| 183146 -       | 2002 RH251             | 4 de setembre de 2002  | Palomar              | NEAT          |
| 183147 -       | 2002 RB252             | 12 de setembre de 2002 | Palomar              | NEAT          |
| 183148 -       | 2002 RZ253             | 14 de setembre de 2002 | Palomar              | NEAT          |
| 183149 -       | 2002 RL254             | 14 de setembre de 2002 | Palomar              | NEAT          |
| 183150 -       | 2002 RQ260             | 15 de setembre de 2002 | Palomar              | NEAT          |
| 183151 -       | 2002 RU261             | 6 de setembre de 2002  | Socorro              | LINEAR        |
| 183152 -       | 2002 RR273             | 4 de setembre de 2002  | Palomar              | NEAT          |
| 183153 -       | 2002 SD1               | 26 de setembre de 2002 | Palomar              | NEAT          |
| 183154 -       | 2002 SK1               | 26 de setembre de 2002 | Pla D'Arguines       | R. Ferrando   |
| 183155 -       | 2002 SE3               | 27 de setembre de 2002 | Palomar              | NEAT          |
| 183156 -       | 2002 SR4               | 27 de setembre de 2002 | Palomar              | NEAT          |
| 183157 -       | 2002 SL7               | 27 de setembre de 2002 | Palomar              | NEAT          |
| 183158 -       | 2002 SS8               | 27 de setembre de 2002 | Palomar              | NEAT          |
| 183159 -       | 2002 SO10              | 27 de setembre de 2002 | Palomar              | NEAT          |
| 183160 -       | 2002 SO12              | 27 de setembre de 2002 | Palomar              | NEAT          |
| 183161 -       | 2002 SP14              | 27 de setembre de 2002 | Palomar              | NEAT          |
| 183162 -       | 2002 SR22              | 26 de setembre de 2002 | Palomar              | NEAT          |
| 183163 -       | 2002 SU22              | 26 de setembre de 2002 | Haleakala            | NEAT          |
| 183164 -       | 2002 SF23              | 27 de setembre de 2002 | Palomar              | NEAT          |
| 183165 -       | 2002 SU23              | 27 de setembre de 2002 | Anderson Mesa        | LONEOS        |
| 183166 -       | 2002 SF31              | 28 de setembre de 2002 | Haleakala            | NEAT          |
| 183167 -       | 2002 SA33              | 28 de setembre de 2002 | Haleakala            | NEAT          |
| 183168 -       | 2002 SO34              | 29 de setembre de 2002 | Haleakala            | NEAT          |
| 183169 -       | 2002 SX35              | 29 de setembre de 2002 | Haleakala            | NEAT          |
| 183170 -       | 2002 SD37              | 29 de setembre de 2002 | Haleakala            | NEAT          |
| 183171 -       | 2002 SN37              | 29 de setembre de 2002 | Haleakala            | NEAT          |
| 183172 -       | 2002 SG39              | 30 de setembre de 2002 | Socorro              | LINEAR        |
| 183173 -       | 2002 SM39              | 30 de setembre de 2002 | Socorro              | LINEAR        |
| 183174 -       | 2002 SH40              | 30 de setembre de 2002 | Haleakala            | NEAT          |
| 183175 -       | 2002 SM40              | 30 de setembre de 2002 | Haleakala            | NEAT          |
| 183176 -       | 2002 SV43              | 29 de setembre de 2002 | Haleakala            | NEAT          |
| 183177 -       | 2002 SG47              | 30 de setembre de 2002 | Socorro              | LINEAR        |
| 183178 -       | 2002 SO47              | 30 de setembre de 2002 | Socorro              | LINEAR        |
| 183179 -       | 2002 SN48              | 30 de setembre de 2002 | Socorro              | LINEAR        |
| 183180 -       | 2002 SQ49              | 30 de setembre de 2002 | Socorro              | LINEAR        |
| 183181 -       | 2002 SH50              | 30 de setembre de 2002 | Haleakala            | NEAT          |
| 183182 -       | 2002 SB51              | 30 de setembre de 2002 | Weinheim             | Weinheim      |
| 183183 -       | 2002 SH51              | 16 de setembre de 2002 | Haleakala            | NEAT          |
| 183184 -       | 2002 SR54              | 30 de setembre de 2002 | Socorro              | LINEAR        |
| 183185 -       | 2002 SH55              | 30 de setembre de 2002 | Socorro              | LINEAR        |
| 183186 -       | 2002 SM59              | 16 de setembre de 2002 | Palomar              | NEAT          |
| 183187 -       | 2002 SA65              | 16 de setembre de 2002 | Palomar              | NEAT          |
| 183188 -       | 2002 SQ65              | 16 de setembre de 2002 | Palomar              | NEAT          |
| 183189 -       | 2002 SY67              | 26 de setembre de 2002 | Palomar              | NEAT          |
| 183190 -       | 2002 SC70              | 26 de setembre de 2002 | Palomar              | NEAT          |
| 183191 -       | 2002 ST71              | 16 de setembre de 2002 | Haleakala            | NEAT          |
| 183192 -       | 2002 TR4               | 1 d'octubre de 2002    | Socorro              | LINEAR        |
| 183193 -       | 2002 TY4               | 1 d'octubre de 2002    | Socorro              | LINEAR        |
| 183194 -       | 2002 TC5               | 1 d'octubre de 2002    | Socorro              | LINEAR        |
| 183195 -       | 2002 TW5               | 1 d'octubre de 2002    | Anderson Mesa        | LONEOS        |
| 183196 -       | 2002 TN7               | 1 d'octubre de 2002    | Anderson Mesa        | LONEOS        |
| 183197 -       | 2002 TG10              | 2 d'octubre de 2002    | Socorro              | LINEAR        |
| 183198 -       | 2002 TH13              | 1 d'octubre de 2002    | Anderson Mesa        | LONEOS        |
| 183199 -       | 2002 TS13              | 1 d'octubre de 2002    | Socorro              | LINEAR        |
| 183200 -       | 2002 TP15              | 2 d'octubre de 2002    | Socorro              | LINEAR        |